# 프리양카 초프라
프리양카 초프라(힌디어: प्रियंका चोपड़ा, 영어: Priyanka Chopra, 1982년 7월 18일 ~ )는 인도의 배우이다. 2000년 미스 월드 우승자이다. 2008년 내셔널 필름 어워드 여우주연상, 2008년 필름페어상 여우주연상 수상자이다.

## 출연 작품
- 오늘부터 히어로 - 그라나다 역
- 화이트 타이거
- 매트릭스: 리저렉션 - 사티 역
- 국가 원수 - 노엘 비셋 역